# Ялышева, София Александровна
София Александровна Ялышева (род. 11 января 1947, Ленинград) — советская и российская оперная и опереточная певица (лирико-колоратурное сопрано). Заслуженная артистка РСФСР (1983), Народная артистка республики Татарстан, солистка Мариинского театра.
С. А. Ялышева родилась в Ленинграде 11 января 1947 года в семье служащих. В 1965 году поступила в Ленинградскую консерваторию на фортепианный факультет (класс профессора П. А. Серебрякова). В 1970 году, закончив его, поступила на отделение сольного пения ЛГК (класс Г. А. Ковалёвой). Будучи студенткой 2-го курса, стала обладателем специальной премии и лауреатом международного конкурса «Золотая арфа» в Белграде. В том же, 1971 году, была приглашена в качестве солистки в театр оперы и балета им. С. М. Кирова (ныне Мариинский театр), где исполнила все ведущие партии лирико-колоратурного сопрано.
С 1988 года ведёт класс сольного пения в Санкт-Петербургской консерватории им. Римского-Корсакова.
«Салон Софии Ялышевой», созданный ею в Доме Кочневой на Фонтанке, успешно пропагандирует классическую музыку различных стилей и направлений.

## Фильмография
- 1979 — Летучая мышь